# Сілвер-Гілл (Меріленд)
Сілвер-Гілл (англ. Silver Hill) — переписна місцевість (CDP) в США, в окрузі Графство принца Георга штату Меріленд. Населення — 6381 особа (2020).

## Географія
Сілвер-Гілл розташований за координатами 38°50′24″ пн. ш. 76°56′19″ зх. д. / 38.84000° пн. ш. 76.93861° зх. д. (38.839887, -76.938539).  За даними Бюро перепису населення США в 2010 році переписна місцевість мала площу 3,47 км², з яких 3,47 км² — суходіл та 0,00 км² — водойми.

## Демографія
Згідно з переписом 2010 року, у переписній місцевості мешкало 5950 осіб у 2562 домогосподарствах у складі 1368 родин. Густота населення становила 1714 особи/км².  Було 2714 помешкання (782/км²).
Расовий склад населення:
| - 91,5 % — чорних або афроамериканців - 3,9 % — білих - 0,7 % — азіатів - 0,3 % — корінних американців - 1,2 % — осіб інших рас |

До двох чи більше рас належало 2,3 %. Частка іспаномовних становила 3,7 % від усіх жителів.
За віковим діапазоном населення розподілялося таким чином: 23,4 % — особи молодші 18 років, 65,0 % — особи у віці 18—64 років, 11,6 % — особи у віці 65 років та старші. Медіана віку мешканця становила 35,5 року. На 100 осіб жіночої статі у переписній місцевості припадало 76,5 чоловіків;  на 100 жінок у віці від 18 років та старших — 70,5 чоловіків також старших 18 років.
Середній дохід на одне домашнє господарство  становив 65 616 доларів США (медіана — 58 477), а середній дохід на одну сім'ю — 72 788 доларів (медіана — 70 395). Медіана доходів становила 43 110 доларів для чоловіків та 54 983 долари для жінок. За межею бідності перебувало 12,5 % осіб, у тому числі 20,5 % дітей у віці до 18 років та 9,9 % осіб у віці 65 років та старших.
Цивільне працевлаштоване населення становило 2763 особи. Основні галузі зайнятості: освіта, охорона здоров'я та соціальна допомога — 20,8 %, науковці, спеціалісти, менеджери — 18,1 %, роздрібна торгівля — 15,7 %.